# بيتر كارستنز
بيتر كارستنز (بالألمانية: Peter Carstens)‏ (و. 1903 – يناير 1945 م) هو عالم وراثة، وأستاذ جامعي، ومهندس معماري، وسياسي ألماني، ولد في برونسبوتل، كان عضوًا في الحزب النازي، كان عضوًا في شوتزشتافل، وكتيبة العاصفة، والأكاديمية البروسية للعلوم، توفي في بوزنان.